# Sultanpur (Madhya Pradesh)
Sultanpur is een nagar panchayat (plaats) in het district Raisen van de Indiase staat Madhya Pradesh. 

## Demografie
Volgens de Indiase volkstelling van 2001 wonen er 8.716 mensen in Sultanpur, waarvan 54% mannelijk en 46% vrouwelijk is. De plaats heeft een alfabetiseringsgraad van 57%. 